# زي بيدرو
زي بيدرو هو لاعب كرة قدم برتغالي في مركز الوسط، ولد في 10 ديسمبر 1981 في بورتو في البرتغال. لعب مع نادي فارزيم.

## وصلات خارجية
- زي بيدرو على موقع قاعدة بيانات كرة القدم.إي يو (الإنجليزية)
- زي بيدرو على موقع Soccerway.com (الإنجليزية)